# 안동병원

의료법인 안동의료재단 안동병원은 1982년에 설립된 병원이다. 경상북도 안동시 앙실로 11에 있다.
- 권역응급의료센터(전국44개), 권역외상센터(전국17개), 권역심뇌혈관질환센터(전국14개), 닥터헬기(전국 8대)를 비롯해 통합암센터, 심장혈관센터, 뇌혈관센터, 척추관절센터, 임상시험센터, 로봇수술센터 등 대한민국 보건복지부에서 지정하거나 인증한 다수의 전문센터를 운영하고 있다.

- 2019년 경상북도 ‘의료관광 우수의료기관’으로 지정되었다.

- 건강검진, 치료와 지역 내 관광·쇼핑·문화체험을 함께 연계하여 제공하는 ‘굿모닝헬스투어’ 프로그램을 운영한 바 있다. 현재도 외국인환자 대상 의료관광 프로그램을 운영 중이며, 해당 방문객들이 투숙할 수 있는 원내 게스트룸이 있다.

- 안동의료재단 내 안동병원, 안동요양병원, 용상안동병원, 안동병원 전문요양센터가 있어 급성기병원, 요양병원, 너싱홈 (요양원)에서 연계성 있는 치료를 받을 수 있다.

## 연혁
- 1982년 5월 20일 안동시 용상동 1592-31번지에 안동병원 개원
- 2000년 8월 25일 권역응급의료센터 지정 (경북 총괄 응급의료센터)
- 2001년 5월 20일 심장혈관센터 개소
- 2007년 4월 안동병원 암센터 개소
- 2007년 5월 7일 안동병원 신축병원(수상동) 이전
- 2013년 7월 4일 응급환자 전용헬기 닥터헬기 도입, 임무시작
- 2014년 11월 28일 권역외상센터 선정
- 2015년 2월 26일 원격협진네트워크 거점병원 지정
- 2016년 4월 28일 응급해독제관리 거점병원 지정 (농약 및 독극물)
- 2016년 12월 26일 식품의약품안전처, 임상시험실시기관 지정
- 2017년 12월 15일 권역심뇌혈관질환센터 지정
- 2017년 12월 28일 로봇수술센터 개소
- 2023년 4월 TNEC (안동의료재단 미국법인지사) 설립
- 2023년 5월 3일 권역정신응급의료센터 지정
- 2024년 1월 1일 권역응급의료센터 365일 24시간 소아청소년과 전문의 진료
- 2024년 5월 7일 안동요양병원분원 통증센터 개원
- 2024년 5월 20일 건강증진센터 별관 확장 이전
- 2024년 5월 20일 정년이후계속근무제도 도입
- 2024년 8월 1일 차세대 병원정보시스템 오픈
- 2025년 1월 13일 안동의료재단 산하 전체 기관 홈페이지 리뉴얼 오픈
- 2025년 5월 8일 안동요양병원 분원 입원병동(43병상) 오픈

## 본원, 분원 등 재단 소속 의료기관 및 시설

### 1. 안동병원(신관)

안동병원

- 2006년 수상동에 신축된 신관이자 새로운 본원이다. 구 모병원(용상안동병원)에서 신축이전한 신관이며, 안동시 내에서 뿐만 아니라 경북 북부 최대 규모를 자랑하는 병원이다. 암 센터와 응급실, 산부인과도 마련되어 있으며 입원실도 넓고 쾌적하다.

- 경북 북부 거점 병원이다.

- 병원 내 호텔 게스트하우스가 있다.

- 로봇수술센터 (INTUITIVE SURGICAL사 최신첨단모델 다빈치 X 사용, 2023년 5월 로봇팔 수술 100례 달성) 심장ㆍ뇌ㆍ외상ㆍ일반 전용 혈관조영촬영기(Angiography) 4대, 방사선 암치료 선형가속기, 암진단 PET CT, MRI, MDCT, 핵의학 SPECT, 응급의료전용 닥터헬기(Doctor Helli) 운영, 바이탈빔(Vital Beam) 도입 등 최신 의료장비를 통하여 신속하고 정확한 진료를 추구하고 있다.
- 닥터헬기는 경북도내 응급환자 발생 시 무료로 언제든지 이용 가능하다.
- 2011년 건강보험심사평가원 혈액투석 적정성평가에서 1등급을 획득하였다.
- 2012년 건강보험심사평가원 진료 적정성평가에서 1등급을 획득하였다.
- 2013년 건강보험심사평가원 급성심근경색증 적정성평가에서 1등급을 획득하였다.
- 2013년 건강보험심사평가원 유방암 적정성평가에서 1등급을 획득하였다.
- 2014년 건강보험심사평가원 1회부터 5회 연속 폐렴 적정성평가에서 1등급을 획득하였다.
- 2016년 건강보험심사평가원 폐암 적정성 평가에서 1등급을 획득하였다.
- 2017년 건강보험심사평가원 4대암(위암, 대장암, 폐암, 유방암) 적정성평가에서 모두 1등급을 획득하였다.
- 2017년 건강보험심사평가원 수술의예방적항생제 적정성평가에서 1등급을 획득하였다.
- 2018년 건강보험심사평가원 급성기뇌졸중 적정성평가에서 1등급을 획득하였다.
- 2019년 건강보험심사평가원 제8차 수술의예방적항생제 적정성평가에서 1등급을 획득하였다.
- 2019년 건강보험심사평가원 약제급여 적정성평가 항생제 처방률 항목에서 1등급을 획득하였다.
- 2020년 건강보험심사평가원 대장암 적정성평가에서 4년 연속 1등급을 획득하였다.
- 2020년 건강보험심사평가원 폐암 적정성평가에서 1등급을 획득하였다.
- 2020년 건강보험심사평가원 급성기뇌졸중 적정성평가에서 1등급을 획득하였다.
- 2021년 건강보험심사평가원 관상동맥우회술 적정성평가에서 1등급을 획득하였다.
- 2021년 건강보험심사평가원 폐렴 적정성평가에서 4회 연속 1등급을 획득하였다.
- 2022년 건강보험심사평가원 제7차 혈액투석 적정성평가 1등급을 획득하였다.
- 2022년 건강보험심사평가원 제5차 결핵 적정성평가에서 1등급을 획득하였다.
- 2022년 건강보험심사평가원 1회부터 2회 연속 마취 적정성평가에서 1등급을 획득하였다.
- 2022년 건강보험심사평가원 제9회 급성기뇌졸중 적정성평가에서 1등급을 획득하였다.
- 2024년 7월, 닥터헬기 출동 횟수가 3,000례를 기록하였다.
- 2024년 건강보험심사평가원 만성폐쇄성폐질환 적정성평가에서 4회 연속 1등급을 획득하였다.
- 2024년 건강보험심사평가원 응급의료기관평가 8년 연속 최상위 A등급을 획득하였다.

#### 1-1. 안동병원 진료과목
- 소화기내과
- 순환기(심장)내과
- 신장내과
- 호흡기내과
- 혈액종양내과
- 외과
- 정형외과
- 신경외과
- 흉부외과
- 성형외과
- 신경과
- 산부인과
- 소아청소년과
- 안과
- 이비인후과
- 비뇨의학과
- 응급의학과
- 가정의학과
- 정신건강의학과
- 직업환경의학과
- 재활의학과
- 치과
- 예방의학과
- 방사선종양학과
- 인터벤션영상의학과
- 영상의학과
- 진단검사의학과
- 병리과
- 마취통증의학과
- 내과(입원전담)
- 감염내과 (2023.09 신설)
- 피부과 (2024.05 신설)

### 2. 용상안동병원(구 본원)

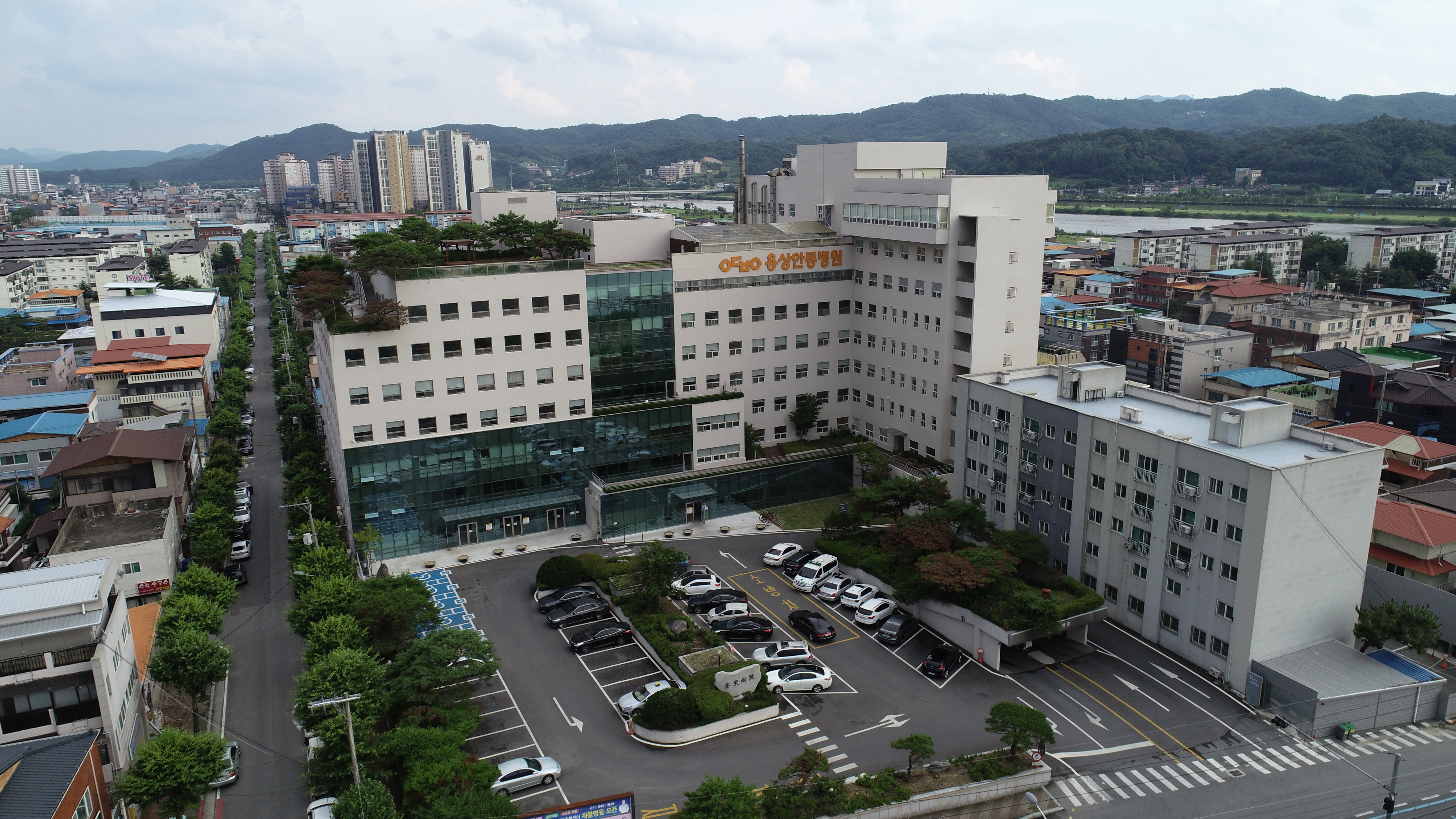
용상안동병원

- 노인 요양 및 재활, 정신 의학, 한방치료분야 분담병원. 수상동 본원이 지어지기 전까지 본원이었던 곳이다.

- 건강보험심사평가원에서 시행한 2021년 2주기 3차 요양 병원 적정성 평가에서 1등급을 받았다.

#### 2-1.  용상안동병원 진료과목
- 통증의학과
- 재활의학과
- 신장내과
- 가정의학과
- 외과
- 정신건강의학과
- 한방과

### 3. 안동병원 전문요양센터
- 중증노인환자 대상 너싱홈이다
- 야외테라스, 물리치료실, 프로그램실 등을 구비하고, 안동병원 권역응급의료센터와 응급상황 대비 24시간 신속한 연계 체계가 구축되어 있다.
- 안동의료재단 전문의의 촉탁진료를 통한 건강관리프로그램 참여가 가능하며 (주 1회 이상), 경력 사회복지사의 다양한 지지요법을 통하여 입소 어르신의 무력감 해소가 가능하다.

## 주요센터 및 부속기관

### 1. 안동병원
- 권역응급의료센터(보건복지부, 2000년 지정)

- 권역외상센터 (보건복지부, 2014년 12월 지정)

- 닥터헬기 (보건복지부, 2013년 7월 운항시작)

- 권역심뇌혈관질환센터(보건복지부, 2017년 지정)
- 권역정신응급의료센터 지정(보건복지부, 2023년 5월 지정)

- 심장혈관센터(심혈관중재술인증병원, 2011년7월)

- 뇌혈관센터(뇌혈관내수술인증병원, 2013년7월)

- 소화기센터(전자내시경 수련병원)
- 척추관절센터

- 통합암센터

- 로봇수술센터

- 여성센터
- 국제진료센터

- 건강증진센터
- 게스트 룸(메디컬 호텔)

- 항공의료센터

- 장례식장

### 2. 용상안동병원, 안동요양병원
- 정신건강의학과 병동
- 안동요양병원
- 안동요양병원분원
- 통증센터
- 전문재활치료센터
- 인공신장센터

### 3. 안동병원 전문요양센터 (너싱홈)
- 예와은어린이집 : 안동병원의 직장보육시설이다.
- 나눔365봉사단 : 안동의료재단 직원들 중 봉사단을 선발하여 독거노인, 소년·소녀가장, 결식아동과 결연을 맺어 봉사를 실시한다.

최근에는 안동의료재단 ‘반올림학습센터’에서 문화, 교육 프로그램을 운영하는 형태로 봉사를 진행하고 있다.

## 층별 안내

### 1. 안동병원

#### 1-1. 본관
| 14F |
| 닥터헬기(응급의료전용헬기) 착륙장 |
| 13F |
| 컨벤션홀, 컨퍼런스센터, 직원식당, 라마즈교실, 영양파트 |
| 12F |
| 대표이사실, 기획조정팀, 인사파트 게스트하우스, 리셉션홀 |
| 11F |
| 11층 본관병동, 11층 남관병동, 11층서관병동, 뇌혈관병동 |
| 10F |
| 10층 본관병동, 10층 남관병동, 10층 서관병동, 심혈관병동 |
| 9F |
| 9층 본관병동 , 9층 남관병동, 9층 동관병동, 응급병동 |
| 8F |
| 8층 본관병동, 8층 남관병동 |
| 7F |
| 7층 본관병동 , 7층 동관병동, 7층 서관병동 |
| 6F |
| 6층 본관병동, 6층 남관병동, 반올림학습센터 (평생교육원), 산후조리원 (예정) |
| 5F |
| 5층 본관병동, 권역심뇌혈관질환센터, 재활센터, 재활병동, 물리치료실(통증치료실, 운동치료실, 작업치료실) |
| 4F |
| 4병동 외·내과계 중환자실, 외상중환자실, 심뇌중환자실, 외상병동, 임상시험센터, 옥외정원 |
| 3F |
| 중앙수술실, 응급중환자실, 중앙공급실, 분만센터, 신생아센터, 가족분만실, 병리과, 육안표본검사실, 중앙공원 |
| 2F (본관-별관 연결 통로) |
| 접수/수납, 권역심뇌혈관질환센터, 감염내과, 신장내과, 소화기내과, 혈액종양내과, 외과, 흉부외과, 심장내과, 신경외과, 신경과, 호흡기내과, 재활의학과, 인터벤션영상의학과, 영상의학과, 외과, 검사실, 응급검사실, 전정자율기능검사실, 뇌혈류검사실, 기억력검사실, 폐기능검사실, 뇌파검사실, 심전도실, 심장초음파실, 심장특수검사실, 신경심리검사실, 신경생리검사실, 혈압측정실, 혈관조영실, 초음파실, CT실, 일반촬영실, 특수촬영실, 주사실, 결핵상담실, 약제팀, 병동약국, 복약상담실, 무균조제실, 혈액은행, 암상담실, 내시경실, 고충상담실 |
| 1F (본관-별관 연결 통로) |
| 접수/수납, 응급접수/수납, 권역응급의료센터, 권역외상센터, 권역정신응급의료센터, 정형외과, 산부인과, 소아청소년과,영상의학과, 핵의학실, PET-CT실, SPECT실, MRI실, 일반촬영실, 태동검사실, 의료사회사업팀, 외래약국, 고압산소치료실, 석고붕대실, 백세의료기, 신한은행, 뚜레쥬르, 푸드코트, 편의점(이마트24), 스타벅스 |
| B1F (본관-별관 연결 통로) |
| 방사선종양학과, 암센터, 장례식장, 지하주차장 |
| B2F |
| 시설팀, 지하주차장 |

#### 1-2. 별관
| 6F                                                                                       |
| NP병동, 호스피스병동 (예정)                                                              |
| 5F                                                                                       |
| 건강증진센터 (내시경센터, 영상의학센터)                                                  |
| 4F                                                                                       |
| 건강증진센터 (종합건강검진 접수/수납, 일반건강검진 접수/수납)                            |
| 3F                                                                                       |
| 간호부, 행정부 사무실                                                                    |
| 2F                                                                                       |
| 이비인후과, 안과, 인공신장실, 청력검사실, 청신경유발검사실, 진료협력센터, 내분비대사내과 |
| 1F                                                                                       |
| 정신건강의학과, 비뇨의학과, 성형외과, 치과, 체외충격파쇄석실                             |
| B1F                                                                                      |
| 지하주차장                                                                               |

### 2. 용상안동병원, 안동요양병원
| 9F |
| 기숙사, 대강당 |
| 8F |
| 하늘정원, 기숙사, 휴게실, 운동시설 |
| 7F |
| 병동, 면담실, 샤워실, 면회실, 치료요법실 |
| 6F |
| 병동, 면담실, 샤워실, 간이주방, 옥외테라스 |
| 5F |
| 병동, 샤워실, 간이주방, 옥외테라스 |
| 4F |
| 병동, 인공신장센터, 평생교육센터, 사회사업센터, 휴게실, 간이식당, 옥외테라스, 중앙공급실                                                       |
| 3F |
| 병동, 중환자센터, 집중치료실, 샤워실, 간이주방                                                                                                 |
| 2F |
| 병동, 접견실, 테라스, 옥외테라스, 샤워실, 간이주방                                                                                             |
| 1F |
| 재활의학과, 정신건강의학과, 한방과, 가정의학과, 약제과, 영상의학과, 진단검사의학과, 주사실, 열전기치료실, 운동치료실, 작업치료실, 편의점, 공원 |
| B1F |
| 식당, 탕전실, 장례식장, 지하주차장 |
| B2F |
| 지하주차장 |

## 이용 가능한 대중교통

### 1. 시내버스

#### 1-1. 안동병원
| 안동병원(540164) | 안동병원(540164) | 안동병원(540165) | 안동병원(540165) | 안동병원(540910) 코오롱하늘채앞(542143) | 안동병원(540910) 코오롱하늘채앞(542143) |
| 일직 방면        | 일직 방면        | 시내 방면        | 시내 방면        | 안동병원(540910) 코오롱하늘채앞(542143) | 안동병원(540910) 코오롱하늘채앞(542143) |
| 순환간선         | 순환2-1          | 순환간선         | 순환2            | 순환간선                                | 순환2                                   |
| 읍면간선         | 410              | 순환간선         | 순환2            | 순환간선                                | 순환2                                   |
| 읍면간선         |                  | 읍면간선         | 410              | 순환간선                                | 순환2                                   |
| 읍면간선         | 411              | 읍면간선         |                  | 순환간선                                | 순환2                                   |
| 읍면간선         |                  | 읍면간선         | 411              | 순환간선                                | 순환2-1                                 |
| 읍면간선         | 611              | 읍면간선         |                  | 순환간선                                | 순환2-1                                 |
| 지선             | 임동1            | 읍면간선         | 611              | 순환간선                                | 순환2-1                                 |

#### 1-2. 용상안동병원, 안동요양병원
| 용상안동병원(540497) |         |
| 일반간선             | 113 114 |

#### 1-3. 안동병원 재활센터
| CGV(540025) | CGV(540025) | CGV건너(540065) | CGV건너(540065) |
| 순환간선    | 순환2-1     | 순환간선        | 순환2           |
| 일반간선    | 110         | 일반간선        | 110             |
| 일반간선    | 111         | 일반간선        | 111             |
| 일반간선    | 112         | 일반간선        | 212             |
| 일반간선    | 113         | 읍면간선        | 412             |
| 일반간선    | 114         | 읍면간선        | 511             |
| 일반간선    | 212         | 읍면간선        | 512             |
| 읍면간선    | 412         | 읍면간선        | 513             |
| 읍면간선    | 413         | 읍면간선        | 514             |
| 읍면간선    | 511         | 읍면간선        | 610             |
| 읍면간선    | 512         | 읍면간선        | 611             |
| 읍면간선    | 513         | 읍면간선        | 612             |
| 읍면간선    | 514         | 지선            | 임동1           |
| 읍면간선    | 610         | 지선            | 임동1           |
| 읍면간선    | 611         | 지선            | 임동1           |
| 읍면간선    | 612         | 지선            | 임동1           |

#### 1-4. 안동병원 전문요양센터
| 강남파출소(540734) | 강남파출소(540734) | 깅남파출소건너(540733) | 깅남파출소건너(540733) | 강남아파트(540792) | 강남아파트(540792) | 시민운동장입구(540829) | 시민운동장입구(540829) |
| ------------------ | ------------------ | ---------------------- | ---------------------- | ------------------ | ------------------ | ---------------------- | ---------------------- |
| 순환간선           | 순환2              | 순환간선               | 순환2-1                | 순환간선           | 순환 2-1           | 순환간선               | 순환2                  |
| 읍면간선           | 411                | 읍면간선               | 412                    | 순환간선           | 순환 2-1           | 순환간선               | 순환2                  |
| 읍면간선           | 412                | 읍면간선               | 413                    | 순환간선           | 순환 3-1           | 순환간선               | 순환3                  |
| 읍면간선           | 413                | 읍면간선               | 611                    | 순환간선           | 순환 3-1           | 순환간선               | 순환3                  |
| 읍면간선           | 611                | 지선                   | 임동1                  | 순환간선           | 순환 3-1           | 순환간선               | 순환3                  |

### 2. 시외버스 (의성-안동병원 간)
| 의성>안동 하차 : 안동병원(540165) (현대오일뱅크 앞) | 안동>의성 승차 : 안동병원(540164) (경북약국 앞) |
| 오전                                                | 오전                                            |
| 08:50                                               | 06:30                                           |
| 10:30                                               | 07:50                                           |
|                                                     | 11:20                                           |
| 오후                                                | 오후                                            |
| 14:35                                               | 16:30                                           |
| 15:40                                               | 17:30                                           |
| 17:35                                               | 20:00                                           |
| 21:10                                               |                                                 |
| 21:45                                               |                                                 |

### 3. 셔틀버스 (안동병원-용상안동병원 간)
안동병원 수상동 본원 <-> 용상안동병원(안동요양병원) 구간을 운행한다.
평일 08:30~16:30 동안 30분마다 용상안동병원에서 출발한다.
(13:30분은 제외)

병원 직원, 병원이용 고객 중 승차권을 소지한 사람이 이용할 수 있다.

* 토요일 : 오전만 운행
* 일요일 : 하루 2회 운행 (오전 09:20, 오후 16:20)

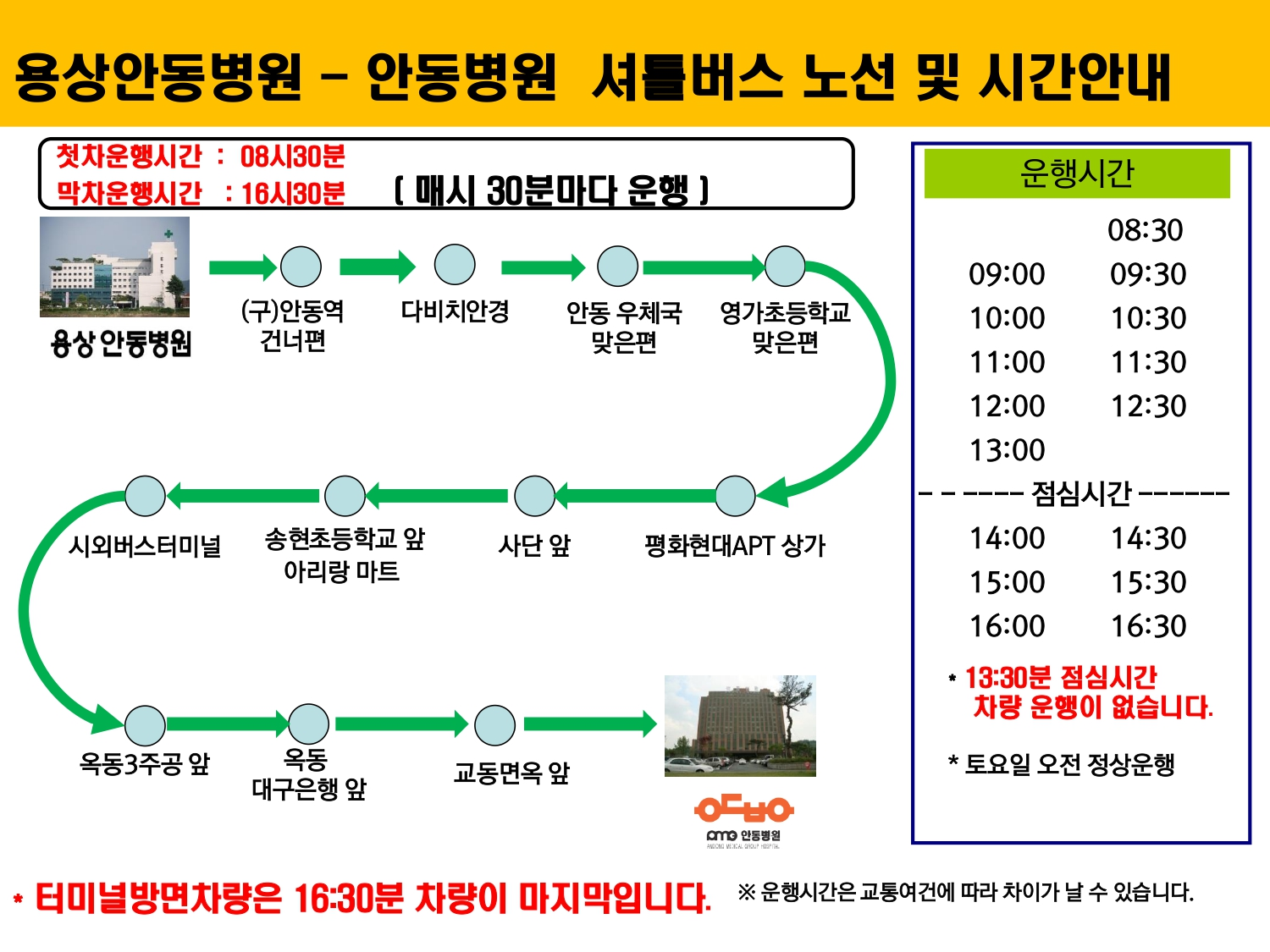
용상안동병원(안동요양병원) 출발, 안동병원 도착 셔틀버스 시간, 노선표

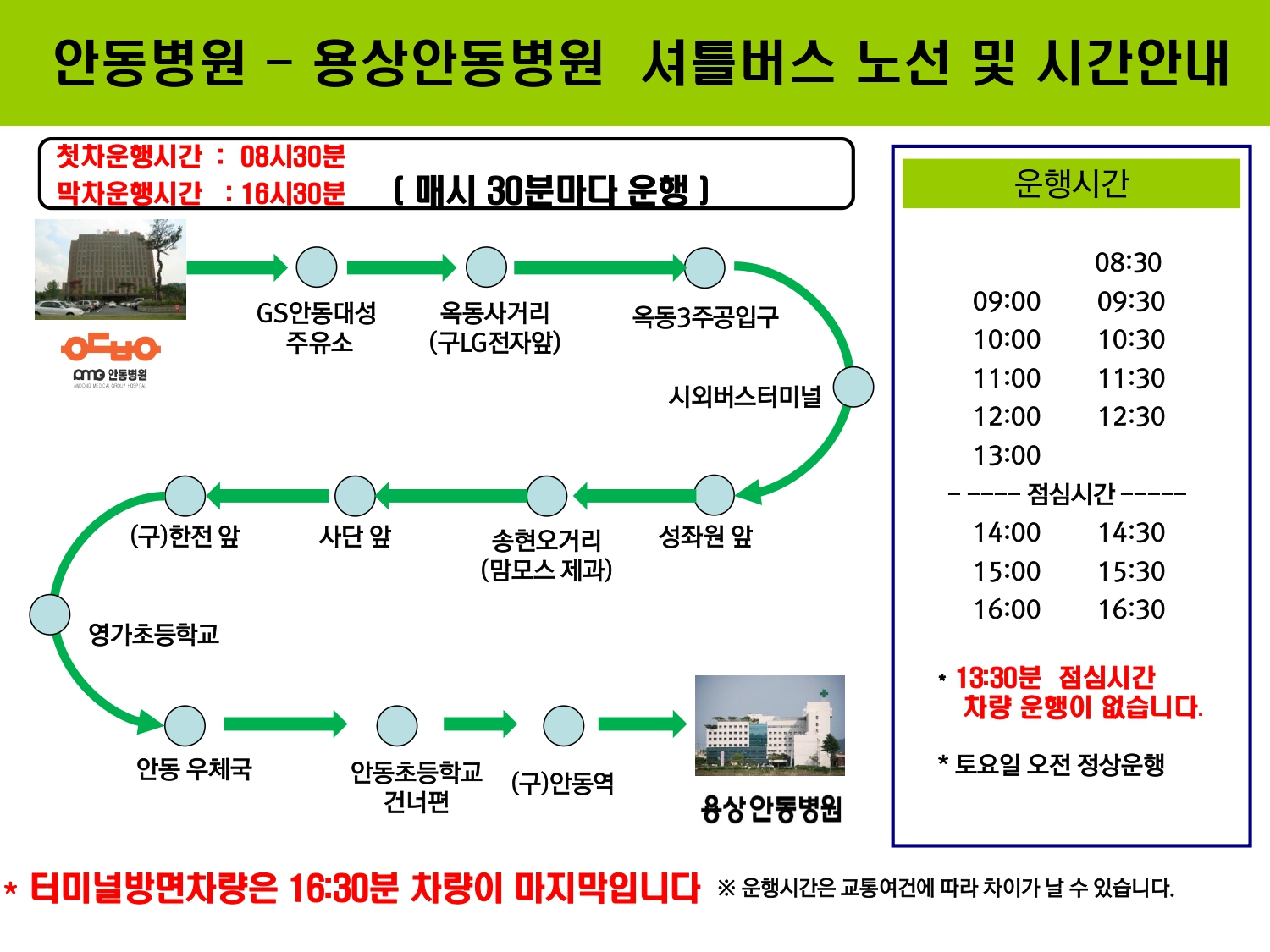
안동병원 출발, 용상안동병원(안동요양병원) 도착 셔틀버스 시간, 노선표